# Graffigny-Chemin
Graffigny-Chemin és un municipi francès situat al departament de l'Alt Marne i a la regió del Gran Est. L'any 2007 tenia 240 habitants.

## Demografia

### Població
El 2007 la població de fet de Graffigny-Chemin era de 240 persones. Hi havia 108 famílies de les quals 38 eren unipersonals (17 homes vivint sols i 21 dones vivint soles), 33 parelles sense fills, 25 parelles amb fills i 12 famílies monoparentals amb fills.
La població ha evolucionat segons el següent gràfic:
Habitants censats

### Habitatges
El 2007 hi havia 138 habitatges, 110 eren l'habitatge principal de la família, 14 eren segones residències i 13 estaven desocupats. 134 eren cases i 3 eren apartaments. Dels 110 habitatges principals, 98 estaven ocupats pels seus propietaris, 6 estaven llogats i ocupats pels llogaters i 5 estaven cedits a títol gratuït; 1 tenia una cambra, 4 en tenien dues, 10 en tenien tres, 34 en tenien quatre i 60 en tenien cinc o més. 98 habitatges disposaven pel capbaix d'una plaça de pàrquing. A 56 habitatges hi havia un automòbil i a 34 n'hi havia dos o més.

### Piràmide de població
La piràmide de població per edats i sexe el 2009 era:
| Homes | Edats   | Dones |
| ----- | ------- | ----- |
| 0     | 95 o +  | 0     |
| 0     | 90 a 94 | 0     |
| 4     | 85 a 89 | 4     |
| 4     | 80 a 84 | 0     |
| 16    | 75 a 79 | 8     |
| 0     | 70 a 74 | 20    |
| 8     | 65 a 69 | 20    |
| 8     | 60 a 64 | 4     |
| 8     | 55 a 59 | 4     |
| 12    | 50 a 54 | 16    |
| 4     | 45 a 49 | 4     |
| 4     | 40 a 44 | 8     |
| 4     | 35 a 39 | 0     |
| 4     | 30 a 34 | 4     |
| 0     | 25 a 29 | 0     |
| 4     | 20 a 24 | 8     |
| 12    | 15 a 19 | 8     |
| 0     | 10 a 14 | 8     |
| 12    | 5 a 9   | 0     |
| 0     | 0 a 4   | 0     |

## Economia
El 2007 la població en edat de treballar era de 128 persones, 93 eren actives i 35 eren inactives. De les 93 persones actives 78 estaven ocupades (47 homes i 31 dones) i 15 estaven aturades (7 homes i 8 dones). De les 35 persones inactives 13 estaven jubilades, 6 estaven estudiant i 16 estaven classificades com a «altres inactius».

### Ingressos
El 2009 a Graffigny-Chemin hi havia 103 unitats fiscals que integraven 223 persones, la mediana anual d'ingressos fiscals per persona era de 15.389 €.

### Activitats econòmiques
Dels 4 establiments que hi havia el 2007, 1 era d'una empresa de fabricació d'altres productes industrials i 3 d'empreses de comerç i reparació d'automòbils.
L'únic servei als particulars que hi havia el 2009 era un taller de reparació d'automòbils i de material agrícola.
L'any 2000 a Graffigny-Chemin hi havia 11 explotacions agrícoles que ocupaven un total de 708 hectàrees.

## Equipaments sanitaris i escolars
El 2009 hi havia una escola elemental.

## Poblacions més properes
El següent diagrama mostra les poblacions més properes.